# Ґолясовиці
Ґолясовиці (пол. Golasowice) — село в Польщі, у гміні Павловиці Пщинського повіту Сілезького воєводства.
Населення — 1370 осіб (2011).
У 1975-1998 роках село належало до Катовицького воєводства.

## Демографія
Демографічна структура станом на 31 березня 2011 року:
|          | Загалом | Допрацездатний вік | Працездатний вік | Постпрацездатний вік |
| -------- | ------- | ------------------ | ---------------- | -------------------- |
| Чоловіки | 677     | 193                | 422              | 62                   |
| Жінки    | 693     | 153                | 425              | 115                  |
| Разом    | 1370    | 346                | 847              | 177                  |